# 人类历史
人类历史，即人类产生与发展的历史。现代人类大约在30万年前于非洲自原始人类演化而来，最初以狩獵採集为生。末次冰期后，人类走出非洲，至1.2万年前，冰期结束，人类已经扩散到了除南极洲以外的地球各洲。不久后，西亚爆发新石器革命，人类开始系统性地驯化动植物，许多人群的生活方式由游居转变为定居，农业也随之诞生。而后，人类社会日渐复杂，劳动分工和文字系統应运而生。
上述发展为美索不达米亚、埃及、印度河流域与中国等区域的早期文明出现铺平了道路，标志着公元前3500年古代史的开端。这些文明支撑起区域性帝国的建立，并成为哲学与宗教思想诞生的沃土。至轴心时代，印度诸教、诸子百家、古希腊哲学、亚伯拉罕宗教等思想纷纷诞生。至中古时期（约公元500—1500年），伊斯兰教与基督教持续地传播、巩固，文明也逐渐向世界范围内扩展，各国之间的贸易随之兴盛。上述发展伴随着各大帝国（如东罗马帝国、阿拉伯帝国、蒙古帝国与中国各朝代）的兴衰更替，火药、印刷术等发明也开始改变了人类历史的走向。
至近代早期（约1500—1800年），欧洲各国在全球各地探索、殖民，间接推动了文化交流与经济交流。这一时期，欧洲各国在文艺复兴、宗教改革、科学革命与启蒙运动的推动下，在思想、文化与科技领域取得重大进步。到18世纪，知识与技术的积累达到了临界点，西欧引爆了工业革命，促成了西方文明与东方文明之间的大分流，并开启了现代时期（约1800年至今）。生产力的快速发展进一步促进国际贸易与殖民扩张，将不同的文明连接进全球化的进程当中，并巩固了西方世界的主导地位。在过去的250年间，包括两次毁灭性的世界大戰在内，人类在人口、农业、工业、商业、科学、技术、通讯、军事等诸多领域，经历了迅猛的发展。
人类历史的研究有赖于历史学、考古学、人类学、语言学和遗传学等诸多学科的成果。为了研究的方便，学者们将人类历史划分为不同的时期。

## 石器時代

### 舊石器時代
舊石器時代是石器時代的第一個時期。

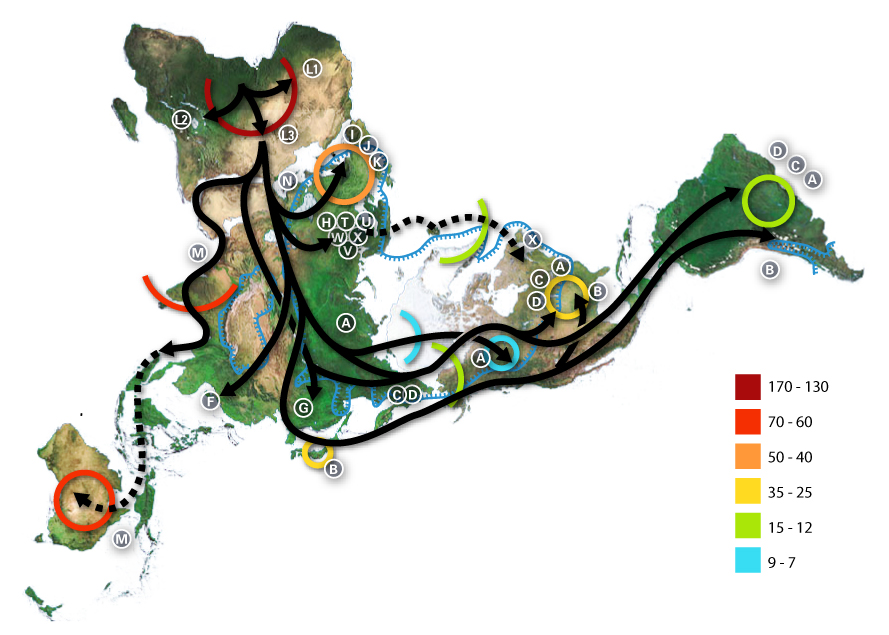
早期人類遷徙的路線圖，根據粒線體的族群遺傳學而繪成（此為千年前的情況）。

根據遺傳學與化石學所提供的證據顯示，現代人類「智人」的發源地应该是在非洲。其大約在二十萬年左右出現，其時為舊石器時代，人類已進化了一段很長的時間。人類的祖先，如「直立人」曾經使用簡單工具達數千年，但隨著時代演進，工具變得更為精練與複雜。人類亦隨之創造了語言與下葬儀式。
此時期的人類亦可以裝飾自己的外表。此時所有人類都是獵人與採集者，並且普遍過著游居的生活。
現代人很快便從非洲和亞歐兩洲的非結冰地帶散播至世界各處。在最近的冰河時期時，人類更大量移民至北美洲與大洋洲，而現時的溫帶區在當時是極不適合生活的。縱使如此，在冰河期完結時，即大約一萬二千年前，人類已移民至地球上所有非冰封的土地上。
獵人與採集者的社會逐漸細分，並開始出現階級觀念，而且長途接觸亦變得可能，如澳洲原住民使用的原始「高速公路」。
大部份獵人與採集者的社會最終將發展為農業社會，或融入於其他較大型的農業社會。然而，未發展為農業社會的群體，最後也許被消滅，或維持孤立，這種小型獵人與採集者的社會在今天的偏遠地區仍時有所見。

### 中石器時代
中石器時代為舊石器時代與新石器時代間的一段人類科技發展時期。其在更新世末期，即大約一萬年前開始，終結於農業的出現，而這時間在各地區不盡相同。在部份例子裡，如近東地區，農業在更新世末期已開始出現，因此其中石器時代是極短暫的，且難以定義。在那些沒有受到太多冰河時期衝擊的地區，有時候會比較傾向使用「後舊石器時代」這個詞。而那些受到較大環境因素影響，如處於後冰河時期影響帶的地區，則有著更顯著的中石器時代，最少達數千年之久。以北歐為例，那裡的部落社會因為所居住地區氣候較溫暖而且有著食物供應豐富的沼澤地，所以可以較遲發展農耕，因此其中石器時代較長。這些環境條件製造了具有特色人類生活，並且被紀錄下來，諸如馬格爾莫斯文化與阿齊利文化。但這樣的環境條件同樣使得北歐的新石器時代遲至公元前四千年才來臨。
此時期的遺跡不多，主要是貝塚（或稱垃圾堆）。在森林地區，砍伐森林的活動開始出現，但是要在新石器時代才大量進行，因為那時的人們需要通過砍伐森林來開墾更多耕地。
中石器時代的特徵是大量使用著小型而複雜的燧石工具，諸如小結石與小鏨子等。釣魚用具、石製手斧與木製物品如獨木舟和弓箭等亦在部份中石器時代的遺址發現。

### 新石器時代
新石器時代為石器時代的原始科技與社會發展的最後階段。其約於公元前一萬年開始，而主要特徵是早期部落群居、農業、畜牧業與工具的發展。
在半坡遗址（今陕西省西安市）考古学家发现了粟，这证明他们开始种植农作物，以及发现他们开始养牲畜。这说明在新石器时代，人类开始发展种植业和畜牧业。

#### 農業發展
根據考古學家戈登·柴爾德所形容，在大約公元前九千年出現的農耕社會是一項革命性的大轉變。在大約公元前九千五百年，苏美尔人首先開始務農。在大約公元前七千年，農業傳播至印度，而在大約公元前六千年，其傳播至埃及，在大約公元前五千年，中國人亦開始務農。在大約公元前二千七百年，農業傳播至中部美洲。
苏美尔人在大約公元前五千五百年開始有系統地灌溉農作物，並且出現社會分工。而此時青銅與鐵開始取代石頭作為農務與戰爭的工具。在公元前三千年的歐亞大陸上，銅製與青銅製的工具、裝飾品與武器開始普及。緊接著青銅時代，在東地中海、中東與中國等地陸續出現鐵製工具與武器。
在公元前九百年出現的查文文化誕生前，美洲人可能並沒有金屬工具。而在其後的莫切文化則有著金屬製的盔甲、刀子與餐具。即使使用金屬工具較少的印加文明亦有著金屬犁頭。然而在秘魯土地上的考古學研究仍然只有很少，大部份奇普，印加人使用的繩結形式的紀錄工具在西班牙征服秘魯時被燒毀。儘管如此，在公元2004年，考古學家仍在秘魯發掘出整個古代城市遺跡。部份證據顯示秘魯被歐洲人開發前，當地人已懂得製作鋼材。
而河谷在此時則成為早期文明的搖籃，如中國的黃河、埃及的尼羅河、印度的恆河流域與中東的兩河流域。部份過著遊牧生活的人們，如澳洲土著與南非的布須曼人則在近代前仍沒有農業出現。
農業使社會變得複雜，亦因此出現了文明。城鎮與市場隨之出現。科技改進了人們控制自然的能力，而人們亦發展了交通與通訊。

#### 宗教發展
很多歷史學家將信仰的起源追溯至新石器時代。大部份此時的信仰包括對母親神（Mother Goddess）、天父（Sky Father）、太陽與月亮的崇拜，並視太陽與月亮為造物主。
後世才出現了基督教、佛教、伊斯蘭教等宗教。

## 文明的興起

### 城邦
文明的誕生必須依賴於穩定的農業地區，因此農業的出現引起了少數主要轉變，因為農業的生產帶來充足的糧食，使得人們不需要再從事漁獵與游牧性活動，其亦使得人口密度可大量提升，逐漸的人類的社群開始出現分工，在農業生產的穩定條件下，開始出現相因應的相關行業，例如農具：犁、耙的製造而出現手工業，又因為人類的社群需要管理與規劃，政治性的需求因而誕生，從而出現國家。對於「國家」一詞有著數個定義。韋伯與伊里亞斯將其定義為一群有組織的人群合理地獨佔着某一特定的地區。

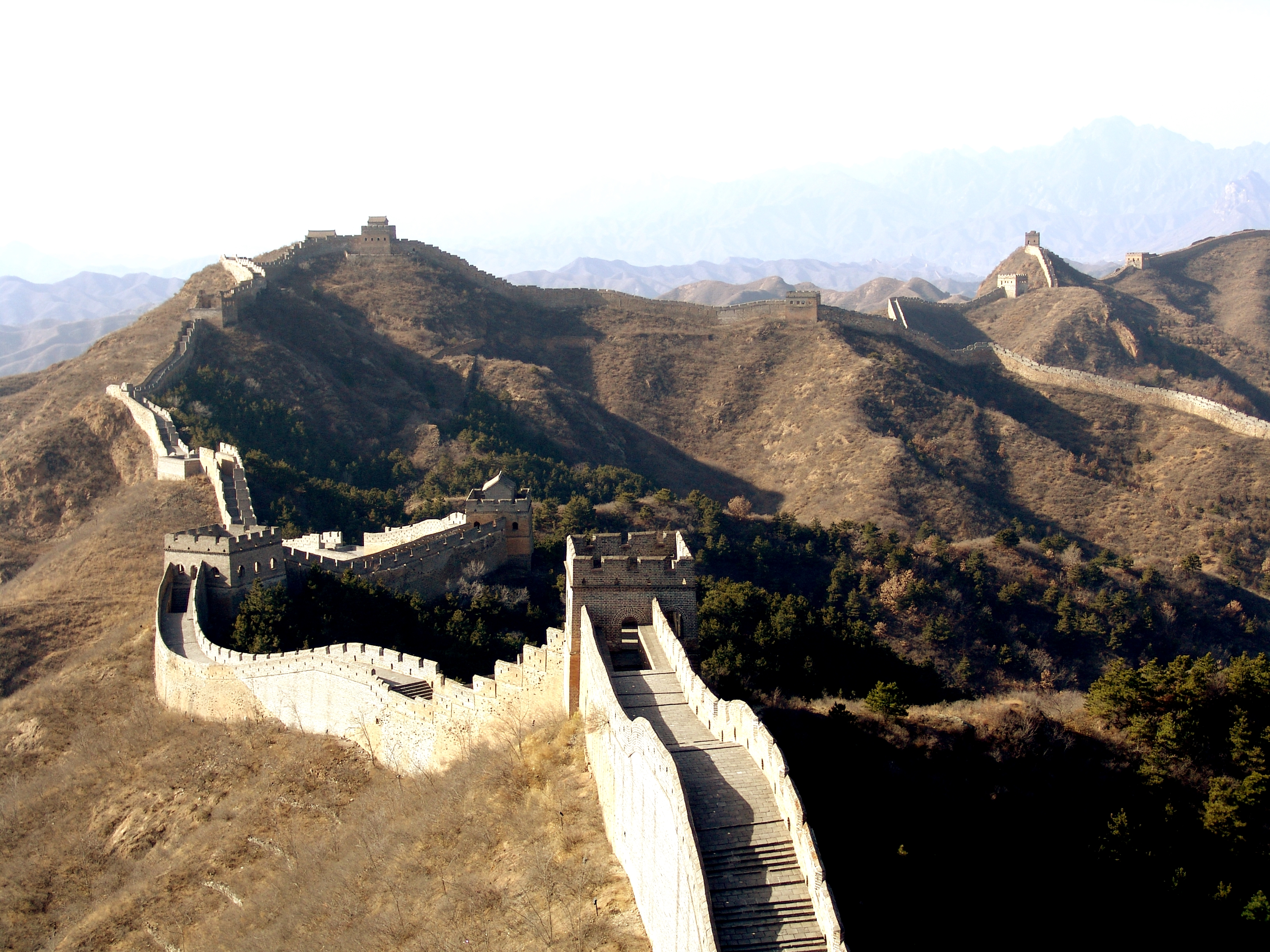
國家邊界的守衛其中一個著名的例子：中國的萬里長城。其長達六千七百公里，早於公元前三世紀已開始興建，以保衛中國免於外族的侵襲。其曾被數次重建與擴建。

在公元前三千五百年至三千年間，首批國家在美索不達米亞、古埃及與印度河谷出現。在美索不達米亞，最多存在著3000個城邦。古埃及則是先有國家，而沒有城鎮，但城鎮很快亦冒起。一個國家需要軍隊來保衛其領土。而軍隊則需要官僚機構來負責維持。唯一例外是印度河流域文明，因為該處的國家並沒有證據顯示曾擁有著軍事力量。
而在此時，中東地區的國家間開始爆發戰事。世界上首條和平條約，卡疊什和約，是在公元前1259年，由赫梯人與古埃及人所簽訂。這時古代著名的大帝國開始陸續出現，諸如亚述帝国（公元前八世纪）、波斯帝國（公元前六世紀）、孔雀帝國和马其顿帝国（公元前四世紀）、秦帝國和帕提亚帝国（公元前三世纪）、羅馬帝國（公元前一世紀）、 萨珊王朝（公元三世纪）。
在公元751年，中東與東亞的兩大帝國首次爆發衝突，當時統治中東的阿拔斯王朝與統治中國的唐朝在怛羅斯決戰，結果唐軍戰敗。而史上以陆地连续性計，最大的帝國蒙古帝國則在公元13世紀出現。此後，大部份居住在东欧、亞洲的人們均隸屬於國家統治下，而在墨西哥與西南非亦有著文明國家。諸國不斷擴張，並控制著越來越多的土地與人口；最後一塊「無主土地」——南極洲亦在公元1878年的柏林會議裡被瓜分。

### 城市與貿易

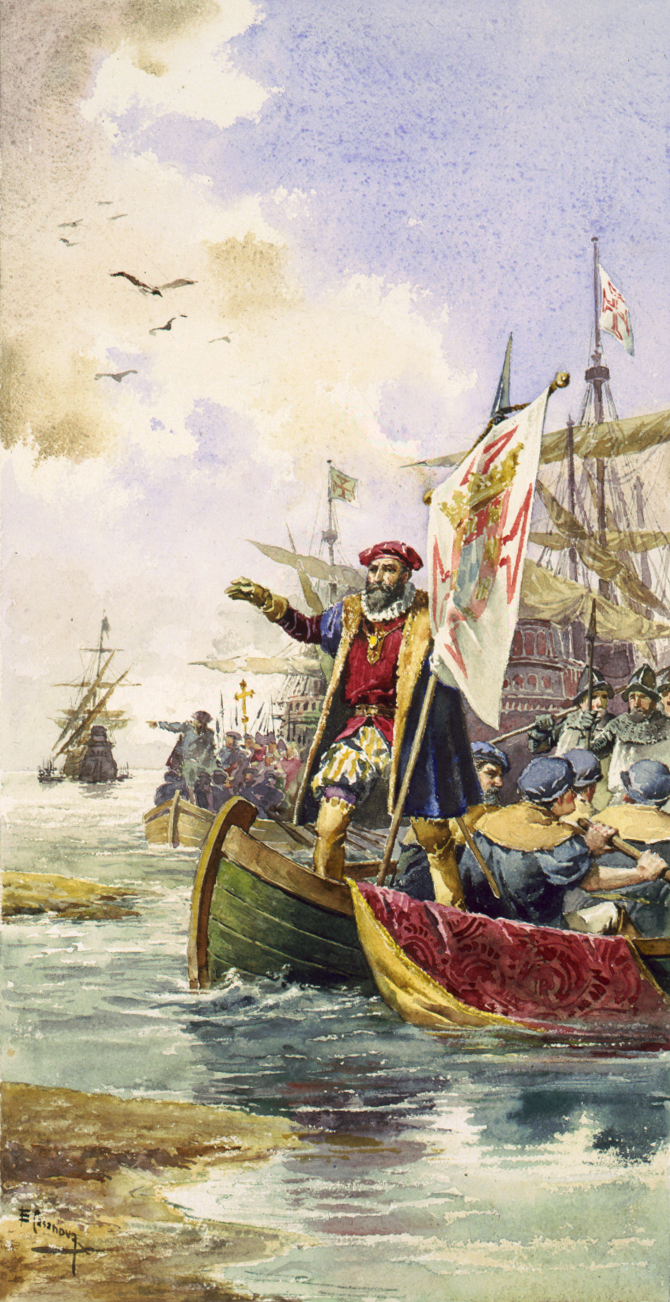
十五世紀末至十六世紀初，達伽馬發現了印度航線，為歐洲帶來了大量香料。

在農業發展的同時，糧倉产量也大增。因此不從事農耕的人們也可以獲得糧食，而城市亦因而出現。城市成為國家的重要地區，而居住在城市裡的人們幾乎不從事農業生產。城市由附近的鄉郊地區獲取食糧，作为回報，則為鄉郊地區提供軍事力量保衛其財產。
城市的發展導致了文明的誕生：首先是下美索不達米亞的蘇美尔文明（公元前三千五百年），其後是尼羅河流域的埃及文明（公元前三千三百年）和黃河流域的華夏文明（公元前三千三百年），接著是印度河流域文明（公元前二千五百年）。有證據顯示當時的城市已頗具規模，並且有著高度社會與經濟複雜性。不過上述文明皆是獨立發展的，互不隸屬。在此時，書寫與貿易正式在人類社會出現。
中國首個進入信史時代的朝代是約於公元前一千五百年出現的商朝。而在公元前二千年左右，克里特岛、希臘本土與小亚细亚中部的赫梯王国開始出現。在美洲，馬雅文明、莫切文化與納斯卡文明等約在公元前十世紀末於中美洲與秘魯等地出現。而用於交易的貨幣則首先出現於呂底亞。
長途貿易路線於公元前三千年首次出現，位於美索不達米亞的苏美尔人與位於印度河谷的哈拉巴人進行貿易。中國與叙利亞間的絲綢之路約於公元前二千年出現，而位於其間的中亞城市與波斯則為此交易路線主要中轉站。腓尼基與古希臘文明在公元前一千年至公元前一世紀間於地中海地區形成了貿易帝國。而阿拉伯人則於首個千年的末期與第二個千年的初期（公元650年至公元1250年）控制了印度洋、東亞與撒哈拉沙漠的貿易路線。在首個千年末期，阿拉伯人與猶太人亦控制了地中海地區的貿易。而在第二個千年初期，義大利人取代其位置，控制了地中海地區的貿易。法蘭德斯與德意志的城市則在第二個千年初成為北歐貿易路線的中心。在任何地區，主要的城市皆位處貿易路線的樞紐地帶。

### 宗教與哲學
新的哲學與宗教在東方與西方世界皆不斷湧現，特別是在公元六世紀左右。不論何時，世界上均有著很多不同的宗教，如印度的印度教與佛教、波斯的祆教等早期主要宗教。闪米特诸教在此時亦開始冒起。在中國，人們直至今天仍受到儒、墨、道、法四家的思想所影響，其中以儒家為甚。在漢武帝罷黜百家，獨尊儒術後，中國人二千年來深受其薰陶。在西方，以柏拉圖與亞里士多德為代表的希臘傳統哲學思想，則在亞歷山大大帝於公元前四世紀進行征服戰爭後散播至整個歐洲和中東。

## 主要文明與地區

### 中世纪封建时代
在公元前一世紀，於地中海、恒河與黃河地區出現了龐大的帝國。在印度，孔雀帝國統治了大半的印度次大陸，而僅存的小部份印度南部地區則由潘地亞所控制。在中國，秦朝及其後的漢朝建立了中央集權式的大帝國。在西方，羅馬人自公元前三世紀開始以侵略與殖民的手段來擴張領土，於奧古斯都在位時，即耶穌基督出生的年代，羅馬控制了地中海沿岸大部份地區。
這些大帝國的擴張使得其成為該地區的中心地帶，並在完成擴張後出現了較為和平的時期。這種相對的和平使得商人可以從事國際貿易，而當中最為知名的要算是絲綢之路的興盛。但這些帝國亦面對著很多共通問題，如其需以巨額的支出來維持龐大的軍隊和中央官僚體系。為了保持帝國的完整，帝國政府開始向農民徵收重稅，結果出現了土地兼併現象，並且日益加劇。而居住於邊境地區的蠻族亦不時向這些帝國進行侵擾，這加速了其內部的崩潰。在中國，强大的東漢逐漸衰弱并於公元220年分裂為三個國家，中國史上的第一帝國宣告結束；而在西方，羅馬帝國亦於此時開始分崩離析，日耳曼民族相繼入侵。
但歷史不斷重演，在歐亞、美洲與北非的溫帶地區，大帝國此起彼落，從未間斷。
羅馬帝國由公元二世紀末開始逐漸崩潰，這大約與基督教由中東散播至歐洲同時期。羅馬帝國的西半部在公元五世紀被來自德意志地區的日耳曼人所佔領，並且分裂為很多國家，而羅馬城則成為教宗國的領土；而帝國的東半部則演變為希臘化的拜占庭帝國。在數個世紀以後，查理曼大帝國結束，由鄂圖一世繼位，分裂成三個，東、中、西法蘭克，其中，東法蘭克的國王鄂圖一世逼迫教宗加冕為帝，後自稱神聖羅馬帝國，其主要控制了現今的德國與意大利大部份地區。
在中國，秦朝建立了大一统的封建中央集权式的专制国家。之后的四百年间，由统一强盛的汉朝统治。汉朝之后封建国家开始分裂，原居於北方的遊牧民族（匈奴、鲜卑、羯、氐、羌）於公元四世紀初開始入侵，史稱五胡亂華，並使中國北方陷入長年的混戰裡。4世纪到6世纪是分裂的南北朝时期。直至公元589年，隋朝統一中國，結束了魏晉南北朝數百年的戰亂。而其後的唐朝在前期的统治里开创了盛世局面。然而唐朝在安史之亂後開始分崩離析，中國重新陷入混戰，直至公元979年，北宋重新統一中國為止。然而來自北方遊牧民族的壓力不斷增加，整個中國北方於公元1141年陷入女真族所建立的金国之手，其後全中國更於公元1279年被蒙古族所建立的元朝統治。十三世紀的蒙古帝國控制了大部份歐亞地區，成為史上以連續陸地領土計，國土面積最大的國家。
在此時，印度北部由笈多王朝所控制，而在印度南部，則由三個小王國所控制，分別是哲羅、朱羅與帕拉瓦。而這種相對穩定的狀態使得印度教文化得以在公元四世紀與五世紀間進入黃金時代。

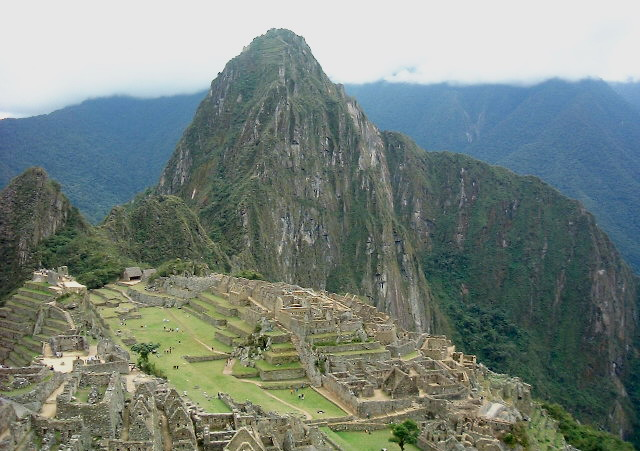
「迷失的城市」——馬丘比丘，為印加文明的象徵。

在中美洲亦出現了很多的文明，其中以馬雅與阿兹特克較為著名。而隨著奧爾梅克文明逐漸式微，很多馬雅城邦逐漸興起，並且很快便遍佈猶加敦半島與鄰近地區。而其後的阿兹特克帝國則建基於其鄰近文明並且深受被征服的人們如托爾特克族的影響。
南美洲的印加文明在公元十四世紀與十五世紀興起，印加帝國，又稱為四方帝國（Tawantinsuyu）控制了整個安第斯山脈，並於庫斯科建都。印加人十分富裕與先進，其建立了卓越的印加道路系統與偉大的石造建築。
在公元七世紀，阿拉伯地區出現了伊斯蘭教，並且成為世界歷史上舉足輕重的宗教之一，印度（主要是現在的巴基斯坦）、中東與北非的人民均在其後改信伊斯蘭教。
在東北非，努比亞與衣索比亞成為僅存的兩個沒有改信伊斯蘭教的基督教國家。伊斯蘭教國家在其時擁有較先進的技術，並且進行著跨撒哈拉沙漠的貿易。而對這些貿易所收取的稅款使得北非的國家變得富裕，亦使撒哈拉沙漠以南乾旱地區（Sahel）出現了一系列的王國。
這段時期（上古至中古時代）的特徵是緩慢而穩定的技術改進，其中較為重要的發明為馬鐙鐵與犁。

### 文明的傳播與交流
世界歷史的發展並非是各文明地區各自獨立發展其各自的文明，很多的情況都是文明與文明之間互相影響所致。最早期的文明傳播是西亞與埃及文化傳播到克里特島，形成愛琴文明。愛琴文明在傳播到希臘半島，誕生出古希臘文化。
文明之間的交流與影響方面，最著名的是亞歷山大大帝東征，把古希臘文化與西亞、波斯文化相融合，並且進而影響到印度。再者中國的張騫通西域，也讓許多西域文物流入中國，最終成為中華文化的一部份，如：琵琶、葡萄酒。中國唐朝的造紙術西傳，促成西方知識的傳播與普及。
歷史上重大的爭戰也往往间接產生文明間的碰撞，進而發生相互影響。蒙古西征與十字軍東征，前者把火藥給帶進歐洲，但火藥帶來了更可怕的毀滅；後者雖然促成了歐洲的航運和商業發展，但卻使穆斯林世界（回教世界）與基督教世界的仇恨加深，衝突不斷。

## 近代

### 歐洲的興起

#### 歐洲稱霸世界的背景
早期的農業帝國往往被其週遭環境所限制，其生產力持續低下，並且很易因自然災害而出現民變，致使政權出現轉變。但是在公元一千年左右，世界歷史出現了質的改變。經由貿易累積而來的先進技術與財富拓闊了世事的可能性。這些轉變在農業大國裡最為顯著，如中國、印度與部份伊斯蘭世界。
中國是首個於公元一千年左右發展出先進的貨幣經濟並且打破早期環境限制的國家。當時中國的自耕農不再自給自足，而是將其生產換取其他物品。而其農業系統是在當時歐亞大陸裡最為發達的，因為其擁有最大的未都市化土地。其技術是當時世界裡最為先進的，並且在鐵器生產、风箱、懸索橋建設、印刷與指南針領域具有壟斷地位（參看李约瑟）。此時中國的宋朝看似處於和六百年後歐洲出現巨大轉變的同一位置，然而其卻於此時受到北方女真族的攻擊，只能退居江南，此時期的中華文化正處於巅峰階段，但是由于北方游牧民族所建立政权的军事侵扰，經濟与文化發展受到沉重打擊，在最後更於公元1279年元朝滅亡。
表面上，於公元十四世紀開始的歐洲文藝復興只是因應世界其他地方的轉變而誕生。但其卻引發了研究學問的精神，並導致了人文主義、科學革命，並最終致使工業革命出現。然而，在公元十七世紀所出現的科學革命並沒有立即對技術革新起到作用，直至公元十九世紀後半叶，科學理論上的改進才實際應用至發明創作裡。歐洲在公元十八世紀所發展出的兩大優勢為：企業文化與跨大西洋貿易所積累的財富。但是在公元1750年，世界上勞動生產力最大的中國，仍然處於與以跨大西洋貿易為主導的歐洲經濟同一水平上。
對於歐洲於公元1750年後開始主導世界，大英帝國英倫三島成為工業革命中心的現象，有著很多不同的解釋。韋伯認為這是因為宗教改革使得歐洲人變得更為勤勞。另一種社會經濟學解釋則以人口統計學的角度來解釋：歐洲因為有著終生獨身的神職人員、殖民活動、高死亡率的都市中心、接連的戰爭和遲婚，使得其人口增長相較亞洲的國家而言受到較多的限制。勞工短缺意味著資源可以用在節省勞工的技術改革上，如水輪與磨坊、紡紗機與織布機、蒸汽機與輪船，而不是以巨大的資源來維持龐大的人口。亦有人認為歐洲的制度較為優越，其較世界其他地方更著重財產權與自由市場經濟，然而在近年，部份學者如彭慕蘭開始挑戰這種觀點。
歐洲的地理亦在此扮演著重要角色。中東、印度與中國皆被山脈所圍繞，但一旦越過這些天然屏障則是一片廣闊的陸地。對比之下，阿爾卑斯山、庇里牛斯山與其他山脈橫貫歐洲，使得歐洲大陸被分割為數個地區。這在一定程度上使得歐洲大陸在面對中亞民族入侵時得到保護。在火器出現前的年代，所有歐亞大陸的土地均受到中亞草原民族的侵擾。這些遊牧民族在軍事上較處於大陸邊緣的農業國家優越，一旦其成功越過諸如印度與中國外圍的山谷時，則變得銳不可擋，而這些入侵往往是毀滅性的。公元1258年，隨著巴格達被蒙古人攻陷，伊斯蘭黃金時代消亡。与此同时，印度與中國亦被其大舉入侵。歐洲大陸东部也遭到严重破坏，但西歐尤其英國較少受到蹂躏。
此外，歐洲的地理亦帶來與別处不同的地緣政治。中國、印度與中東地區在歷史上往往有著一個主導國家。在公元一千六百年左右，鄂圖曼帝國控制大部份中東地區、明朝主導著中國地區、而蒙兀兒帝國則控制著北印度。與之對比，歐洲大陸則存在著很多不同且關係錯綜複雜的國家。泛歐洲帝國，除了早期的羅馬帝國外，均持續不了多少時間。然而，在敵對邦國間的高度競爭卻是歐洲在其後成功的因素之一。在其他地方，穩定往往勝於發展。在东亚，倭寇侵扰各国，致使中國明朝中后期至清朝中期实行海禁政策，海軍發展因这些政策而近乎停滯。在歐洲則沒有可能出現這樣的海禁政策，因為諸國林立，要使各國皆奉行同一政策極為困難。如果任何一個邦國自行引入這樣的一種限制，則其將會很快地墜後於競爭者，結果自取滅亡。
另一無庸置疑，使歐洲興起的地理因素則是地中海。上千年來，地中海在欧洲南部及非洲北部是重要的海上交通区域。
另外，相較於中緯度較適宜人居住的地區，熱帶地區則經常受到自然災害與寄生蟲的影響，使得當地人民較容易生病，對於科學革命和思想啟發并不是那麼好的搖籃。

#### 工业文明的崛起
唐朝驅逐突厥使得部份突厥人輾轉遁入西亞與東南歐一帶，他們乃是後來所稱之的土耳其人，當時這一部份地區正屬東羅馬帝國所轄，土耳其人進入此區消滅東羅馬帝國後，許多東羅馬帝國的學者西遷，因而造成歐洲史上的文藝復興。文艺复兴于十四世纪在欧洲开始。尽管一些现代学者对这一人文艺术思潮是否有益於科学仍尚存疑虑，但是这个时期的确极大地促进了阿拉伯地区与欧洲的融合。这里最重要的成就是所谓的小帆船，这种小帆船结合了阿拉伯三角帆与欧洲方形索船的优点，成为能够横跨大西洋的第一种舰船。由于航海技术的发展，哥伦布于1492年横跨大西洋，使歐亞非大陸与美洲的信息与物产联系到一起。明永樂三年起，郑和七下西洋，西至今非洲索马里一带。
从此一些欧洲国家开始进行海上扩张及海外殖民。
哥伦布横跨大西洋作为最著名的对历史產生重大影响的外部关联事件之一，给两个大陆都带来了深远的影响。欧洲给美洲带来了從来未曾遇过的疾病，有一个不是很精确的数字，据说或许有超过九成的美洲土著人死于一连串毁灭性的传染病中。此外由于欧洲所拥有的技术优势，諸如骑兵、钢铁和枪炮等，这使得他们征服了阿兹特克人、印加帝国以及其它的北美文明。
欧洲人获得的美洲地理学知识，大部份都是由欧洲大陆的大西洋沿岸国家贡献的，例如：葡萄牙、西班牙、英国、法国及荷兰。葡萄牙和西班牙是第一批主要的征服者，并且對西方世界產生了巨大的影响，但很快，更北边一些的國家，如英国、法国和荷兰开始取代其位置，统治了大西洋。通过一系列的战争，先是十七世纪和十八世纪的战争，后是拿破仑战争，英国成为了世界第一强的大帝国，领土遍布全球，在其颠峰时期几乎控制了世界陆地的四分之一，并因此被称为「日不落帝国」。
从美洲的土地上以及人民手中剥夺到的黄金和其它资源，皆被船运至欧洲。与此同时，大量的欧洲殖民者开始向这块大陆移民。为了满足新兴殖民地对劳动力的大量需求，将非洲人做为奴隶的贩卖活动开始了。很快美洲许多地方都充满了奴隶这一下等阶层。在西非，一系列国家沿着奴隶海岸而兴起。这些国家剥削离海岸线更远的非洲内陆各处的人民，逐渐繁荣起来。

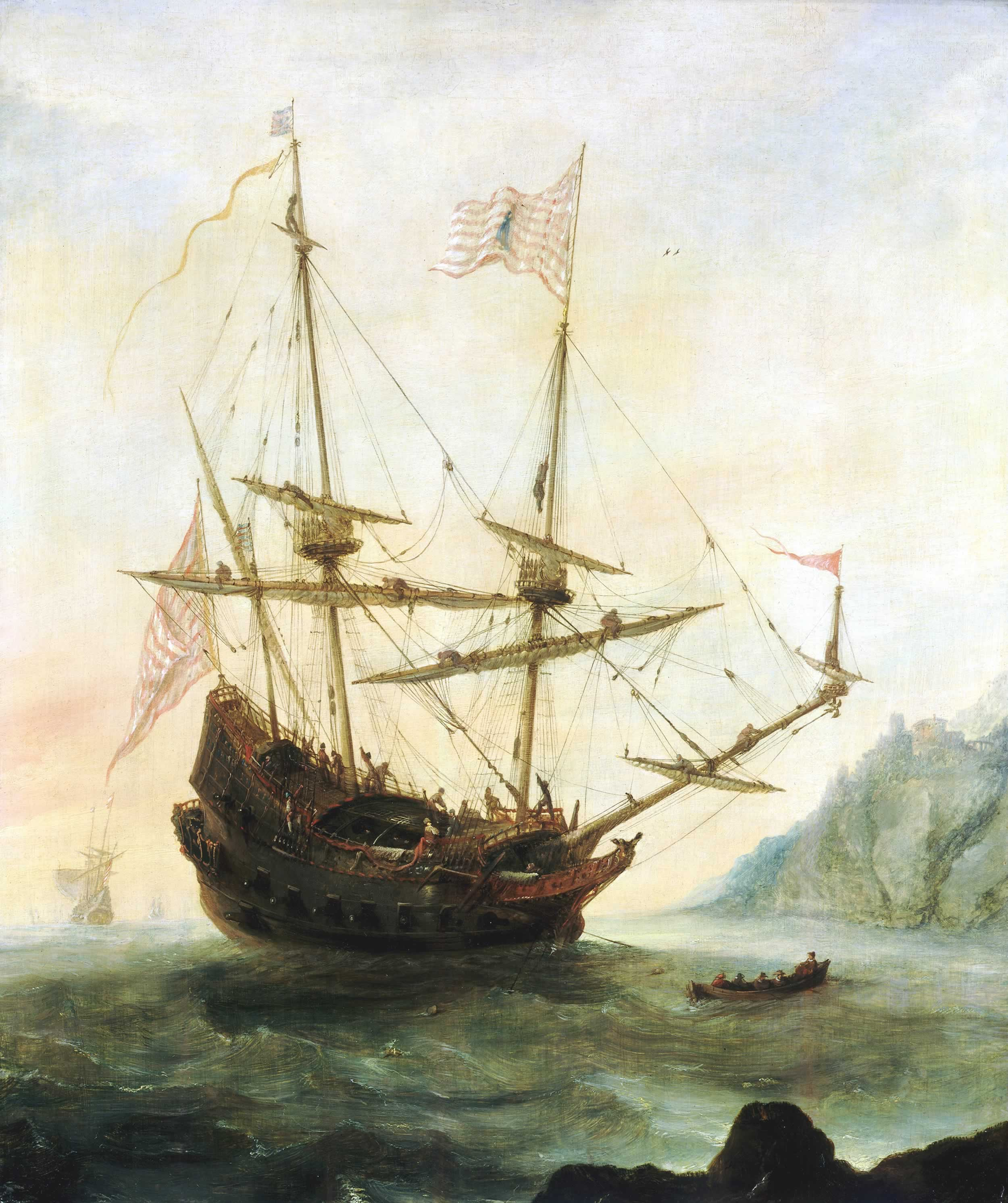
「拋錨中的聖瑪麗亞號」，於1628年由安利斯所繪，展示了哥倫布航行所用的卡瑞克帆船（carrack）的外貌。

与此同时，1368年由朱元璋建立的明朝取代了元朝在中国的统治。明朝前期统治平稳，国力强盛。中期出现了资本主义萌芽。明末，皇帝多平庸，长期不理政事，由宦官掌权，朝政败坏。另一方面，因连年饥荒，造成民变四起，结果灾民和饥兵结合成多股反明势力，其中以李自成等的势力最强。与此同时，东北地区的满族在领袖努尔哈赤的领导下建国，与明朝对抗，成为明末的主要外患。1644年，李自成攻陷北京，崇祯帝自缢，明朝灭亡。驻守山海关的吴三桂引清兵入关，平定反明势力，清军顺势占据中原，建立清朝。清朝前期国力强盛，前期的几个皇帝积极有为，开创了大盛世（康雍乾盛世）；并且排除了国内外的分裂势力的危机，巩固了国家安全与统一。后来统治逐渐没落。1840年鸦片战争以后不断受到欧洲列强的侵略。1911年辛亥革命成功，清朝灭亡，中華民國建國，推翻帝制，實行民主共和政體。
相對於其他地域的人，欧洲人在枪炮制造等軍事技術上處於優勢。就在入侵美洲后不久，歐洲人又开始入侵亚洲。十九世纪初，不列颠已经控制了南亚次大陆，埃及和马来半岛；法国控制着印度支那；荷兰則占据了荷属东印度群岛。英国同时还控制着一些仍属于新石器时代人类的地区，諸如澳大利亚、新西兰以及南非，并且英国在美洲殖民地的居民大量涌入这些地区。到十九世纪末期，连非洲最后一块無主土地也被欧洲列强瓜分了。
欧洲的理性时期直接引发了科学革命，这场革命改变了人们对世界的认识，并為工业革命打下基礎。工业革命发源于英国，在這一過程中產生了新式生产组织及模式如工厂、大规模生產、机械化等。新的生產模式使歐洲能以更快的速度，更少的劳动力生产更多的产品。理性时期的學術思潮引發了十八世纪晚期的美国和法国革命，催生了今天所知的民主。民主的发展对世事和生活品质产生了深远的影响。工业革命时期，世界经济建立在以煤为能源的基础上，与之相应的是新的运输方式如铁路及蒸汽船的出现，這使世界变得更小了。與此同時，工業污染對自然環境所造成的破壞，以数十倍于原始社會的速度增长。

## 二十世紀

### 科技主导

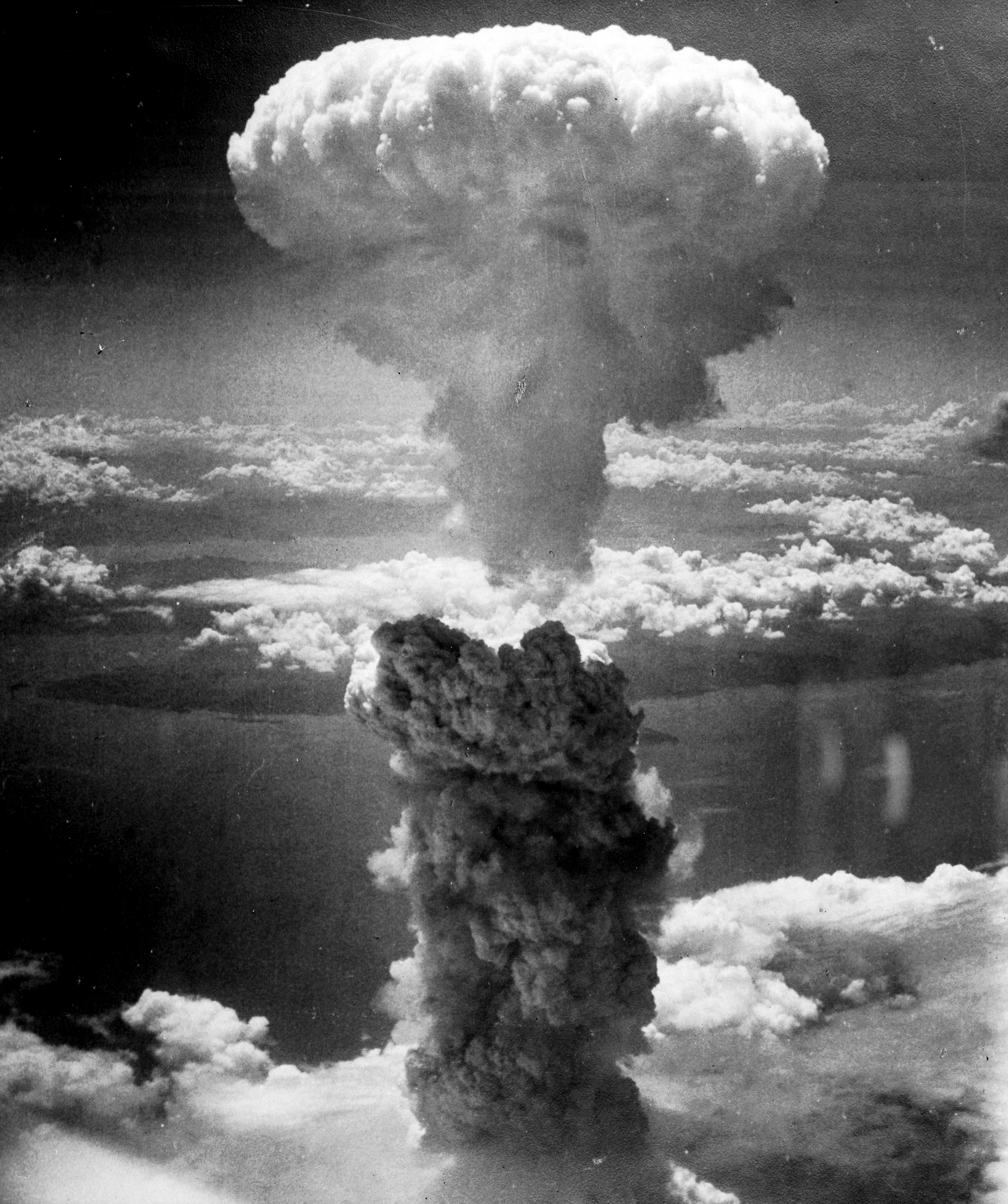
核武器的出现。1945年在长崎投掷的原子弹宣告了第二次世界大战的结束。

整个二十世纪见证了欧洲影响力的衰弱，这部分是由于第一次世界大战和第二次世界大战所带来的欧洲内部的破坏，同时也由于美国和苏联两个超级大国的崛起。二战后，世界各國為了消除国家间的冲突和阻止未来再現战争，而建立了联合国，但这目的并没有完全实现。1991年后，苏联的解体使得美国成为世界上唯一的超级强国，也有些人称之为「超级強国」。
二十世纪同样见证了意识形态对于世俗社会的强大影响。首先是俄罗斯在1917年十月革命后进入了共产主义社会。共产主义的意识形态为1945年后的东欧和1949年后的中国所接受，并且于1950年代至1960年代广泛影响了第三世界国家。1920年代，军国主义的法西斯专政者们控制了德国、意大利、日本和西班牙。
这些转变体现于空前的规模和破坏性战争中。第一次世界大战摧毁了欧洲古老的君主政体，削弱了法国和英国。第二次世界大战见证了军国主义在欧洲的兴起和毁灭以及共产主义在东欧和亚洲的崛起。紧接着的就是持续四十年以美苏为首以及他们各自盟友间的冷战。核武器的发明将整个人类社会和各种不同的生活形态都置于一种危险的状态中。冷战所带来的军备竞赛摧毁了苏联的经济基础，这个庞大的国家终于分崩离析，其部份从属国重新以联盟的方式组成了俄罗斯联邦，而其他的則投向了西方世界的怀抱。
本世纪同样见证了技术的长足进步，以及平均寿命和生活质量的极大提升。世界经济的基础由煤转化为石油，新的通信和运输技术的发展使得世界越来越紧密地联系在一起。尽管城市的污染要低于使用煤的时代，但是技术进步的局限依然带来了许多环境问题。

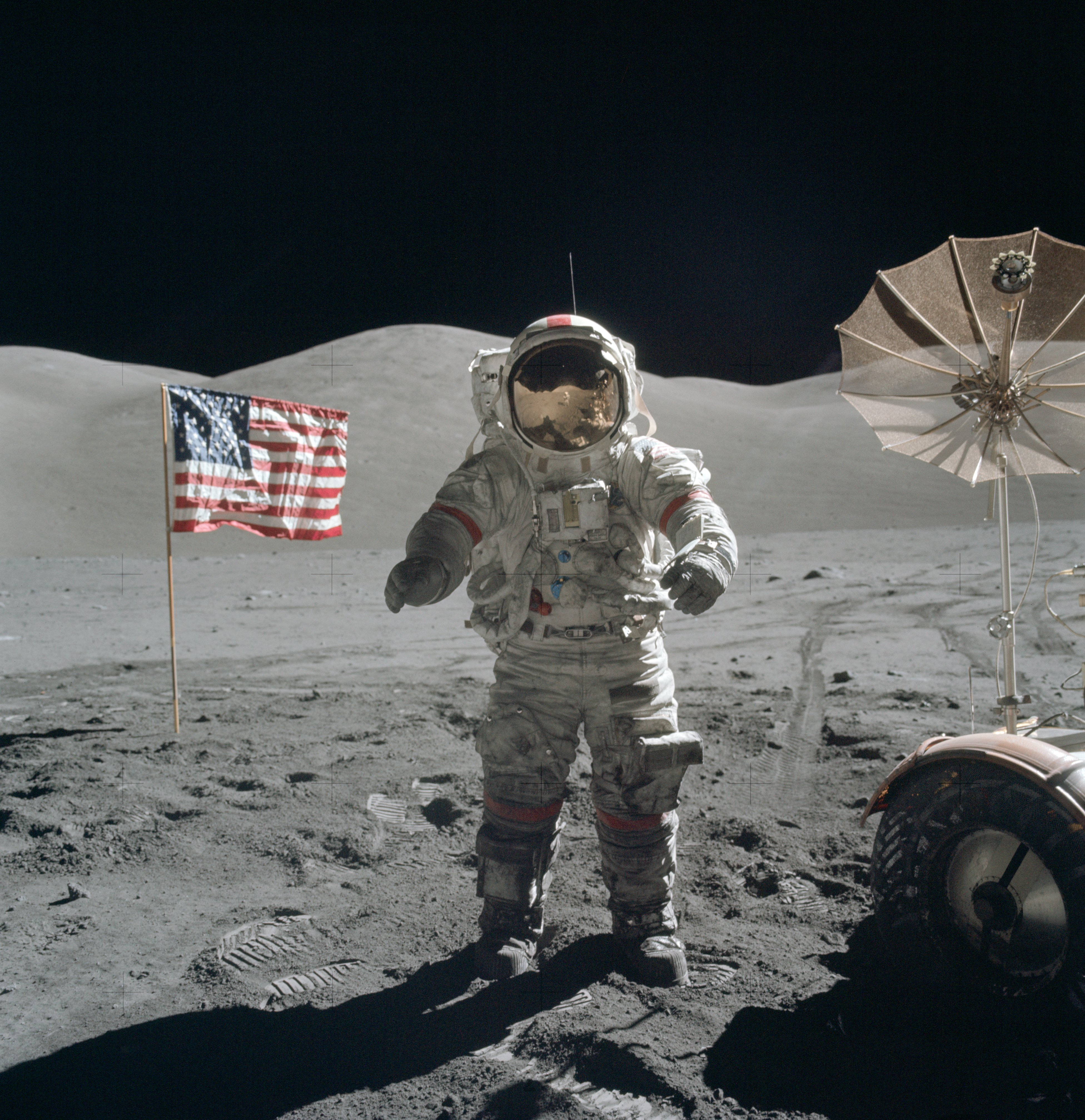
1972年發射的阿波罗十七号，為人类最近的一次登月活動。

二十世纪下半叶，信息时代和全球化极大地促进了贸易和文化交流。太空探测已经超出了太阳系。携带生命密码的脫氧核糖核酸被发现了，人类基因组也正在排序中，这有望最终改变人类对于疾病的认识。现在一年中发表的科技论文比1900年以前所有发表的科技论文的总和还要多，并且以十五年增加一倍的速度发展着。全球的文化水平也在不断增长，生产粮食所需的劳动力在这个世纪里不断地下降。
然而，这个时代还面临着许多可以使人类文明毁于一旦的风险，这些风险可能来源于一些无法控制的全球危机，諸如宗教衝突、核扩散、温室效应、其他由于化石燃料所引起的环境退化、因争夺资源而导致的国际冲突、快速传播的像愛滋病之类的传染病及近地小行星和彗星的撞击等。
国家的发展总是从获得的希望与失去的恐惧中获得动力。国民對自己國家的認同，总是在外来者威胁而產生的斗争裡所获得。在二十世纪終結的时候，世界见证了一个可视为新型的超级大國——欧盟的兴起。二十一世紀一零年代，世界又見證了另一個亞洲國家——中國的崛起。类似于欧盟、中國，非洲和南美的一些国家也采取了一些试探性的步骤。然而，由不同的人，为了不同的目的所组织起来的国家，其产生、兴旺、崩溃还会继续地引发战争，并会伴随着死亡、残疾、疾病、饥饿以及种族屠杀，循環不斷。

### 全球化與西方化
欧洲諸国在政治上统治着全球，它们在欧洲以外的世界上大部份地区都建立了殖民地。西方文化由于工业革命而开始了现代化进程，并在十九世紀至二十世纪间统治了世界，但同时它也被其它文明影响了。虽然总的趋势是欧洲强势的统一，但在世界的不同地区仍然存在着巨大的文化差异。
从十五世纪到十九世纪，西班牙、葡萄牙、荷兰、法兰西和大不列颠等商业帝国统治着海洋。十八世紀和十九世纪的工业化以及社会和政治的变革使西方世界的思想家和政治家產生不少的优越感。非洲和亚洲的大部都是由欧洲控制的，同时欧洲的后裔还统治着澳洲和美洲。关于「重塑世界」的新意识形态也逐渐浮出水面。社会达尔文主义者和帝国主义分子大都认为白种人更加优越，这使得他们相信应该靠着引进西方的生产方式、意识形态，諸如基督教等使「野蛮人」变得文明起来。用这种方式，尽管不能指望「野蛮人」变得像白人一样，但至少可以使他们获得一种更加「美好」、「道德」的生活方式。社会主义者和自由主义者也想藉此来使西方国家的工人阶级变得「文明」起来。社会主义者和自由主义者在很大程度上相信（并且继续相信）社会在很大程度上要为处于其中的公民的行为负责，并且社会本身也应该朝着更好的方向变化。美国保守派、欧洲自由主义者以及所有的自由意志主义者都相信（并且继续相信）自由和市场的力量。其认为每个人应该为自己负责，并且认为社会应该保证个人的自由以达到人的全面发展。而基督徒，不管具有何种政治意识形态，则都相信个人与教堂或神的联系对于一个完满的生活是一个关键性的因素。穆斯林、印度教教徒、佛教徒和其他的一些宗教则有着其本身的宗教概念。
二十世纪经历了这些意识形态领域最剧烈的分化。在纳粹德国战败后，社会达尔文主义趋于没落。苏联与美国促使了非殖民化运动。1960年代的民权运动与嬉皮士反文化运动在人文主义意识形态中起了主导地位，其影响，直至今天，仍在西方世界中延续。
社会主义者试图以多种不同的方式改造社会。最具代表性的是社会民主主义和共产主义。社会民主主义者尝试通过以多党合作的方法来建立社会主义社会。与此同时多数西方国家陆续建设为福利国家，这一做法也得到左翼基督徒与自由主义者思想上的认同。但今天福利国家理念的魅力不及往日，因为其投资的低效率拖延了经济的发展。共产主义者试图通过消灭旧社会以及相生的社会精英与意识形态来建立社会主义社会，其结果是导致了大屠杀与物质上的贫穷，其思想也广被质疑。苏维埃和中国的领导人与知识分子们发现了西方市场经济的自我调节机制促使了经济的可持续发展与繁荣，而对比之下其传统计划经济机制却使社会经济陷于泥潭，于是他们决心改革自己的经济制度，变得更加资本主义化。由于巨大的既得利益在统治社会主义的国家领导人手中，激烈的权利争斗和庞大的官僚体系，都将向资本主义靠拢的计划经济带向严重的贪污腐败，与贫富的过度悬殊；致使在政治的空间中所能赋予人民的权利与自由是极度的低靡与不堪。
非西方文明起初由西方的殖民主义者所霸占，其对当地居民施以极其严苛的统治。民族主义与共产主义运动风行了这些地区，萌发了其民族意识和对平等权利的追求。许多亚洲与非洲的殖民地在1960年代后取得了独立，但是其经济并没有取得预想中的发展，甚至在独立之后变得更糟。连绵不断的内战与独裁统治破坏了国家的社会与经济。今天许多拉丁美洲国家与亚洲国家开始迈入第一世界行列，但多数非洲与中东国家仍在停滞之中。经济的起步迈向现代化与后现代化的脚步，可能加速共产主义地域的人们对民族意识的高度认同，也可导致对发达的西方社会的极度渴慕。
世界各国的保守主义者与民主主义者担心社会会在现代化与新意识形态的影响下趋于瓦解，故试图扭转这种潮流。保守主义在世界上许多国家与地区仍十分流行。在美国政府中，新保守主义近年有所抬头。伊斯兰原教旨主义者企图对西方世界发动战争来阻止伊斯兰教的世俗化。许多中东与非洲撒哈拉以南的国家领导人与知识分子均指责西方「不道德」的生活方式。这多半来自其宗教里关于来生的信仰以及由此引发的对其永生中「罪行」惩罚的恐惧。
嘗試以军事征服或革命来统一世界的方法并不成功。民族国家成为了西方世界最重要的构成方式。十九世纪的殖民帝国多以民族国家组成，他们控制了大量的领土与土著人口。在二十世纪，民族国家组成了联合体。戰間期，国际联盟软弱地维持着各国的关系并试图防止战争。第二次世界大战后，联合国成立，冀望解决单个国家所无法解决的争端，但同样力不从心。国际联盟和联合国都是依赖于自己的个体成员国的自愿合作与贡献来工作的，当这些组织没有大国支持时，根本无法运作。这在1920年代与1930年代间和冷战時期十分明显。世界上仍有许多地区并不是由民族国家构成，而由数个民族组成国家，这在撒哈拉以南的非洲十分常见。在阿拉伯地区也仅有一小部分是民族国家。
自由市场经济的规模与数量自十九世纪以后戏剧性地增长。但直至1989年苏联解体之前，国有计划经济仍被认为是另一切实可行的方案。自由市场经济取得了空前的成功并带来了生活水平的巨大提高。货物的自由贸易与信息的流通增进了国与国之间的合作与互相依赖程度，此进程被人们称为全球化。
人口爆炸成为了世界范围内的最大的难题之一。很早以前已由思想家马尔萨斯与韦伯提出。后者担心中国与印度将会以欧洲为代价来争夺资源发展自己的经济，并呼吁德意志帝国主义者采取措施防止大多数德国群众的贫困。二十世纪的经济与技术发展证明了西方国家的经济增长可通过内部发展实现。如今第三世界拥有的社会财富已可以和韦伯时代的西方世界相比。最近几十年，中国、印度、与拉丁美洲的经济发展也同时为西方国家创造了许多就业職位。但增长的人口也对有限的资源索以更大的需求，并由此对环境造成了巨大的破坏，然而西方社会一昧忽视自己对环境的巨大影响以及资源的过度索取，以双重标准要求发展中国家，此举亦被发展中国家国民感到不满。
而自二十世紀開始，美国文化亦对整个世界造成了巨大的冲击。好莱坞电影和爵士乐、搖滾樂自从1920年代以来统治了整个西方世界。青年文化亦源於美国，牛仔裤、T恤衫、美式风格的广告和流行音乐在1960年代与1970年代后在世界广为传播。而傳統的西方文化如：占星學、塔羅牌更是讓亞洲的日本與台灣所廣泛接納。